# Julius Thole
Julius Thole (* 17. Mai 1997 in Hamburg) ist ein ehemaliger deutscher Volleyball- und Beachvolleyballspieler. Er wurde 2019 Vize-Weltmeister.

## Sportliche Erfolge Halle
Thole spielte Hallenvolleyball in seiner Heimatstadt beim Eimsbütteler TV und beim VCO Hamburg. 2013/14 hatte er ein Zweitspielrecht für den Zweitligisten SVG Lüneburg, mit dem ihm der Bundesliga-Aufstieg gelang. 2014/15 spielte der Diagonal- und Außenangreifer beim Zweitligisten KMTV Eagles Kiel. Thole war auch in der Junioren-Nationalmannschaft aktiv. Seit 2022 spielt er wieder beim Eimsbütteler TV in der Regionalliga Nord.

## Sportliche Erfolge Beach
Thole war seit 2010 auch im Beachvolleyball aktiv. Mit seinem Freiburger Partner Sven Winter wurde er 2014 in Kiel Deutscher U19-Meister und im norwegischen Kristiansand U18-Europameister.
2015 konnten Thole/Winter den deutschen U19-Meistertitel verteidigen. An der Seite von Felix Göbert erreichte Thole 2014 den neunten Platz bei der U19-Weltmeisterschaft in Porto. 2015 spielte Thole mit Max-Jonas Karpa auf der Smart Beach Tour und anderen nationalen Turnieren. Bei der Deutschen Meisterschaft in Timmendorfer Strand erreichten Karpa/Thole Platz sieben. Mit Eric Stadie belegte Thole bei der U20-Europameisterschaft 2015 im zyprischen Paralimni Platz sechs und bei der U22-Europameisterschaft 2016 im griechischen Thessaloniki Platz neun. An der Seite von Sven Winter wurde Thole bei der U20-Europameisterschaft 2016 im türkischen Antalya Fünfter. Tholes Standardpartner war seit 2016 Lorenz Schümann, mit dem er national und international startete.
Schümann/Thole wurden 2016 bei der Deutschen Meisterschaft Neunte und gewannen das CEV-Satellite-Turnier in Barcelona.
Beim FIVB-3-Sterne-Turnier 2017 im iranischen Kisch erreichten sie nach einem Sieg über die Olympiateilnehmer Böckermann/Flüggen das Halbfinale und wurden Vierte. Mit Lukas Pfretzschner erreichte Thole bei der U21-WM in Nanjing den neunten Platz.  Bei der Europameisterschaft in Jūrmala erreichten Schümann/Thole als Gruppenzweiter die erste Hauptrunde, in der sie sich gegen die Slowenen Zemljak/Pokeršnik in drei Sätzen durchsetzten. Im Achtelfinale verloren sie gegen die Italiener Ranghieri/Carambula und belegten am Ende Platz neun. Bei der Deutschen Meisterschaft wurden Schümann/Thole Vierte.
Seit 2018 spielte Thole zusammen mit Clemens Wickler. Thole/Wickler erhielten vom DVV den Status als „deutsches Nationalteam“ und gewannen das CEV-Satellite-Turnier in Göteborg. Auf der FIVB World Tour waren ein fünfter Platz in Ostrava und ein dritter Platz in Espinho ihre besten Ergebnisse. Mit einer Wildcard nahmen Thole/Wickler am World Tour Saisonfinale in Hamburg teil und erreichten Platz vier. Bei der deutschen Meisterschaft am Timmendorfer Strand gewannen die beiden den Titel.
2019 starteten Thole/Wickler mit dem zweiten Platz beim 4-Sterne-Turnier in Den Haag. Bei den 4-Sterne-Turnieren in Doha und in Xiamen erreichten sie im März/April jeweils Platz neun. Im Juni wurden sie in Ostrava wie im Vorjahr Fünfte. Bei der WM 2019 in Hamburg erreichten sie das Finale, in dem sie den Russen Stojanowski/Krassilnikow unterlagen. Während sie bei der EM 2019 in Moskau den späteren Siegern Mol/Sørum unterlagen, schafften sie es am selben Ort im anschließenden 4-Sterne-Turnier mit dem dritten Platz wieder aufs Podest. Zum Saisonende gab es für Thole/Wickler einen fünften Platz bei der deutschen Meisterschaft und einen zweiten Platz beim World Tour Finale in Rom.
2020 siegten Thole/Wickler zum zweiten Mal bei den deutschen Meisterschaften.
In das Jahr 2021 starteten Thole/Wickler mit einem 9. Platz beim 4-Sterne-Turnier in Doha. In den folgenden Monaten hatten beide immer wieder mit Verletzungen zu kämpfen. Die World-Tour-Turniere in Cancun spielte Julius Thole mit Yannick Harms, bei keinem der beiden Teilnahmen gelang der Einzug ins Achtelfinale. Beim 4-Sterne-Turnier in Gstaad verbuchten Thole/Wickler einen 9. Platz. Beim olympischen Beachvolleyballturnier in Tokio erreichten sie als Zweite ihrer Vorrundengruppe das Achtelfinale, in dem sie gegen das US-Duo Tri Bourne und Jacob Gibb gewannen. Im Viertelfinale schieden sie gegen die russischen Weltmeister Wjatscheslaw Krassilnikow und Oleg Stojanowski aus. Bei der darauffolgenden Europameisterschaft in Wien belegten Thole/Wickler den neunten Platz, nachdem sie als Gruppenerste direkt in das Achtelfinale eingezogen waren, wo sie den späteren polnischen Bronzemedaillegewinnern Kantor/Łosiak unterlagen. Bei der deutschen Meisterschaft Anfang September wurden Thole/Wickler Dritte.
Im Oktober 2021 gab Thole im Alter von 24 Jahren mit Blick auf sein Jurastudium sein Karriereende bekannt.